# Sunclass Airlines
Sunclass Airlines, anteriormente llamada Thomas Cook Airlines Scandinavia, es una aerolínea chárter con sede en Copenhague, Dinamarca, Oslo, Noruega y Estocolmo, Suecia, que opera vuelos "todo incluido" a destinos vacacionales en Europa y el Mediterráneo, así como servicios de larga distancia desde su base en el aeropuerto de Copenhague y otros aeropuertos en los países nórdicos. La compañía era parte de la red de aerolíneas Thomas Cook junto con Thomas Cook Airlines, Thomas Cook Airlines Belgium y Condor. A partir de 2019 la aerolínea cambió su nombre a Sunclass Airlines. 

## Historia

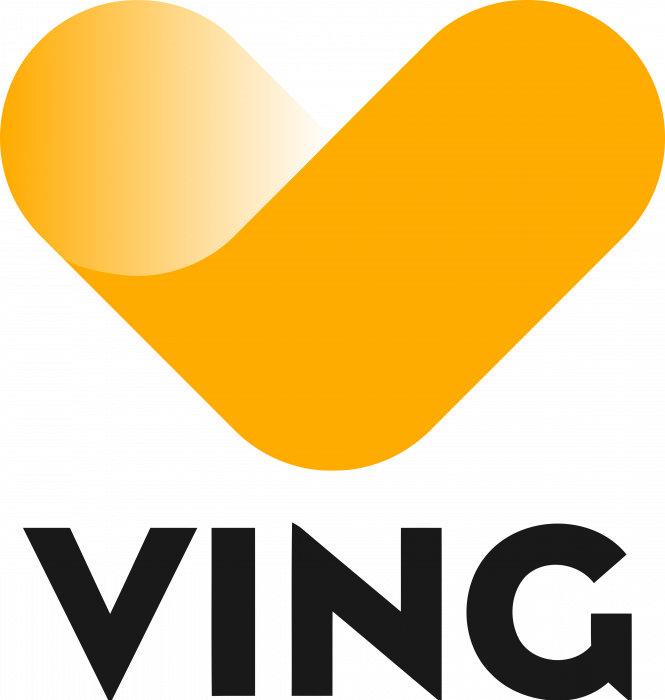
Logo de la empresa nórdico Ving, es el mismo símbolo de Thomas Cook Airlines

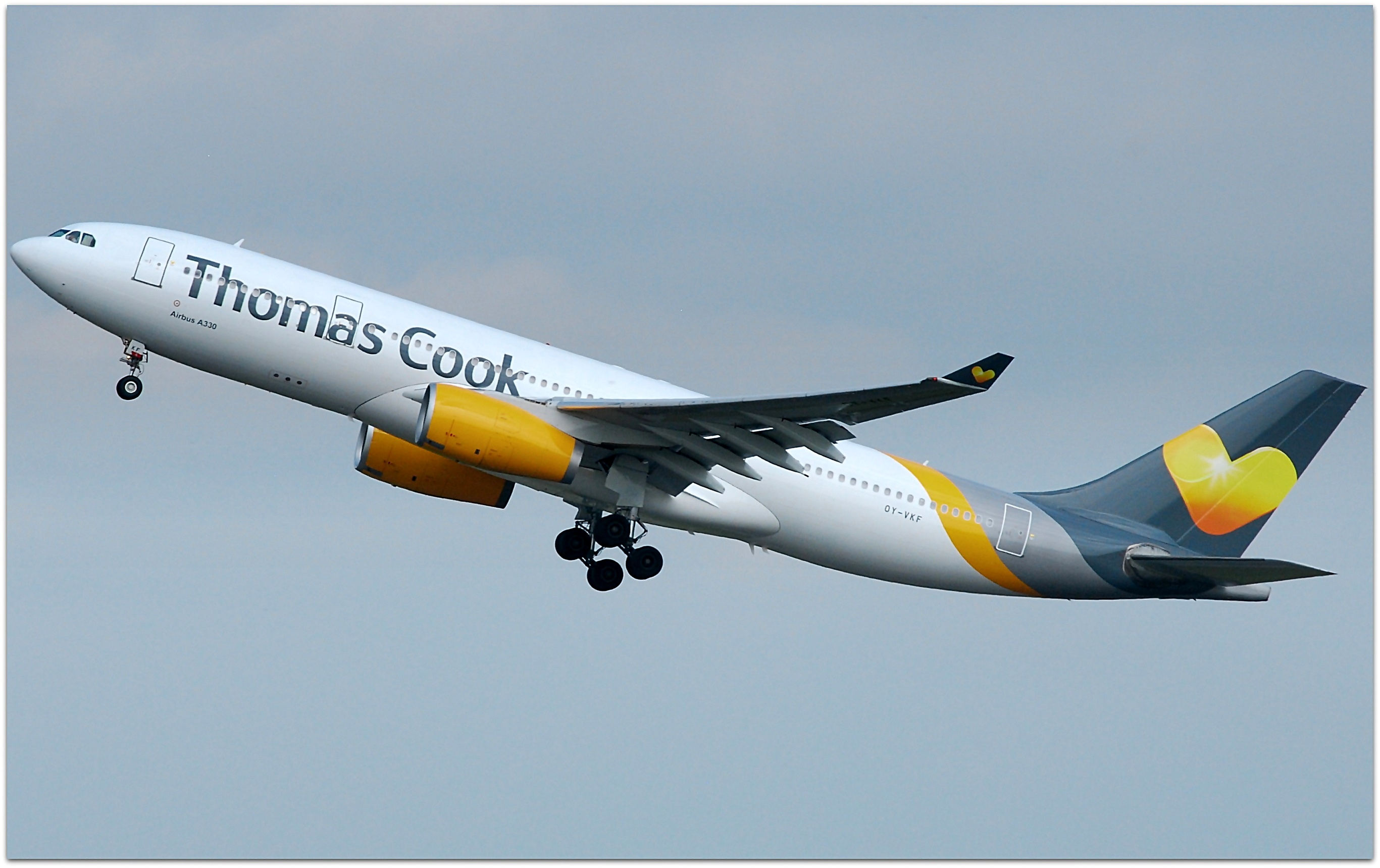
Un Airbus A330-200 con la librea anterior, antes de cambiar a su actual nombre.

Los orígenes de la aerolínea se remontan a dos aerolíneas: Conair of Scandinavia, propiedad del grupo danés Spies, y Scanair, del grupo sueco SLG (Scandinavian Leisure Group). Se formó tras la fusión de ambas aerolíneas chárter y se constituyó el 1 de enero de 1994 como Premiair A/S.
En 1994, SLG fue adquirida por Airtours; el 1 de mayo de 2002, la aerolínea pasó a llamarse MyTravel Airways A/S (MyTravel Airways Scandinavia).
En mayo de 2008, tras la adquisición de MyTravel Group por parte de Thomas Cook Group, la aerolínea cambió su nombre a Thomas Cook Airlines Scandinavia.
El 23 de septiembre de 2019, Thomas Cook Group plc se declaró en concurso de acreedores y cesó sus operaciones con efecto inmediato tras no conseguir 200 millones de libras esterlinas de financiación de emergencia. Esto provocó que la aerolínea suspendiera sus operaciones.
El 30 de octubre de 2019, se anunció que un nuevo consorcio de inversión formado por el empresario noruego Petter Stordalen (Strawberry Group) y dos empresas privadas (Altor Equity Partners y TDR Capital) había adquirido Ving Group (también conocido como Thomas Cook Northern Europe) a AlixPartners, que gestionó las adquisiciones de Thomas Cook Airlines Scandinavia, Ving, Tjäreborg y Spies, y fue también uno de los liquidadores de Thomas Cook Group.[8] Tras la adquisición, Thomas Cook Airlines Scandinavia pasó a llamarse Sunclass Airlines y obtuvo un nuevo certificado de operador aéreo (AOC).
Si bien el nombre Thomas Cook Airlines Scandinavia seguiría presente para los pasajeros, incluyendo billetes, señalización del aeropuerto y la decoración de los aviones, durante un periodo no especificado durante el proceso de cambio de marca a Sunclass Airlines, la aerolínea conservaría el logotipo original del "corazón soleado" de Thomas Cook como parte de su imagen de marca.
El 26 de noviembre de 2019, se anunció que la aerolínea había conseguido su nuevo AOC.
En diciembre de 2020, poco más de un año después de su cambio de marca, Sunclass presentó una nueva imagen, eliminando el logotipo del corazón soleado asociado a Thomas Cook Group para dar paso a su propia identidad.
En noviembre de 2021, Sunclass Airlines anunció la entrega de un Airbus A330neo en 2022 para sus operaciones de larga distancia. Sunclass también está considerando rutas potenciales dentro del alcance del Airbus A330-900, como Delhi, Newark, Toronto, Chicago, Hong Kong y Johannesburgo.

## Flota
La flota de Sunclass Airlines se compone en la actualidad de las siguientes aeronaves:
| Aeronaves       | En servicio | Pedidos | Pasajeros (clase única)                          | Matrículas                                       | Antigüedad                                       |
| --------------- | ----------- | ------- | ------------------------------------------------ | ------------------------------------------------ | ------------------------------------------------ |
| Airbus A321-200 | 7           | —       | 212                                              | OY-TCD                                           | 10,6 años                                        |
| Airbus A321-200 | 7           | —       | 212                                              | OY-TCE                                           | 10,6 años                                        |
| Airbus A321-200 | 7           | —       | 212                                              | OY-TCF                                           | 10,6 años                                        |
| Airbus A321-200 | 7           | —       | 212                                              | OY-TCG                                           | 10,5 años                                        |
| Airbus A321-200 | 7           | —       | 212                                              | OY-TCH                                           | 10,4 años                                        |
| Airbus A321-200 | 7           | —       | 212                                              | OY-TCI                                           | 10,3 años                                        |
| Airbus A321-200 | 7           | —       | 212                                              | OY-TCN                                           | 10,2 años                                        |
| Airbus A321neo  | 2           | 7       | 218                                              | OY-VKA                                           | 1,5 años                                         |
| Airbus A321neo  | 2           | 7       | 218                                              | OY-VKB                                           | 1,2 años                                         |
| Airbus A330-300 | 1           | —       | 388 (invierno)/396 (verano)                      | OY-VKI                                           | 24,8 años                                        |
| Airbus A330-900 | 2           | 2       | 373 (invierno)/385 (verano)                      | OY-VKO                                           | 4,4 años                                         |
| Airbus A330-900 | 2           | 2       | 373 (invierno)/385 (verano)                      | OY-VKP                                           | 1,5 años                                         |
| Total           | 12          | 9       | Edad media de la flota (mayo de 2025): 8,9 años. | Edad media de la flota (mayo de 2025): 8,9 años. | Edad media de la flota (mayo de 2025): 8,9 años. |

### Flota histórica
| Aeronaves               | Total | Introducido | Retirado | Matrículas |
| ----------------------- | ----- | ----------- | -------- | --- |
| Airbus A300             | 3     | 1994        | 2001     | OY-CNA, OY-CNK y OY-CNL |
| Airbus A320-200         | 21    | 1994        | 2015     | OY-CND, OY-CNE, OY-CNF, OY-CNG, OY-CNH, OY-CNI, OY-CNB, OY-CNC, OY-CNP, OY-CNW, OY-CNM, OY-CNN, OY-CNR, OY-VKL, OY-VKM, G-DHRG (rrg. OY-VKR), G-YLBM (rrg. OY-VKS), G-KKAZ, OY-VKN, OY-VKO y OY-VKP |
| Airbus A330-200         | 8     | 2006        | 2024     | G-MLJL, EC-MNY, G-MDBD, OY-VKK, G-OMYT, OY-VKF, G-TCXB y G-TCXC |
| Boeing 747-400          | 1     | 2019        | 2019     | EC-KXN |
| McDonnell Douglas DC-10 | 5     | 1994        | 2001     | SE-DHS, SE-DHY (rrg. OY-CNY), OY-CNO, OY-CNU y SE-DHT (rrg. OY-CNT) |